# Frans Lindblom

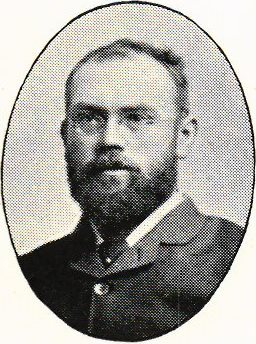
Frans Lindblom

Frans Peter Lindblom. född 26 mars 1854 i Tjärstads socken, Östergötlands län, död 11 februari 1897 i Johannesburg, var en svensk läkare.
Lindblom blev student vid Uppsala universitet 1872, medicine kandidat 1884 och medicine licentiat 1889. Han blev föreståndare för en privat gynekologisk poliklinik i Uppsala samma år, amanuens vid Allmänna barnbördshuset i Stockholm 1890 och vid Sabbatsbergs sjukhus 1891, praktiserande läkare i Kimberley, Sydafrika, 1892 och i Johannesburg från 1893.
Tillsammans med Carl Magnus Groth författade han Lärobok för barnmorskor (1893, sjätte omarbetade upplagan av Birger Lundqvist 1955).